# 濱松町
濱松町（日语：／ Hamamatsuchō */?）是日本東京都港區的一個地名。現行行政地名為濱松町一丁目與二丁目。2013年（平成25年）7月1日的地區人口為1,726人。
郵遞區號為105-0013。

## 概要
濱松町位於港區東北部，町內有JR山手線、京濱東北線、東京單軌電車濱松町站、都營淺草線・都營大江戶線大門站。町域大部分為濱松町站、大門站為中心的商業街，大樓間混雜著住宅區。濱松町作為通往羽田機場的東京單軌電車羽田線的起點站站名而廣為人知。

## 歷史
- 慶長年間，此地名主為芝增上寺的代官奥住久右衛門作，因此稱為久右衛門町。
- 元祿9年（1696年），此地名主為遠州濱松出身的權兵衛，町名更名為芝濱松町，成立芝濱松町一丁目至四丁目。
- 明治元年（1868年），東京府成立，芝濱松町一至四丁目劃屬東京府。
- 明治5年（1872年），周邊武家地合併，町域擴大。
- 明治11年（1878年），芝區成立，劃屬為東京府芝區芝濱松町一至四丁目。
- 明治22年（1889年），東京市成立，改為東京市芝區芝濱松町一至四丁目。
- 明治44年（1911年）5月1日，町名省略「芝」，改稱芝區濱松町一至四丁目。
- 昭和7年（1932年）12月1日，關東大地震後進行大規模町名整理，編入周邊的神明町、新網町、湊町成立新的濱松町一至四丁目。
- 昭和11年（1936年），濱松町一丁目、二丁目一部分合併為海岸通一丁目。
- 昭和22年（1947年），芝區與麻布區赤坂區合併成立港區。再次於町名冠上「芝」改稱東京都港區芝濱松町一至四丁目。
- 昭和47年（1972年）1月1日，芝濱松町實施住居表示（日语：住居表示），成立現在的濱松町一、二丁目。另外，舊芝濱松町一部分劃入芝大門。

### 地名由來
此地的名主權兵衛為濱松出身，因此稱「濱松町」。

## 住居表示實施前後的町名變遷
| 實施後       | 實施年月日   | 實施前（各町名部分地區）                            |
| ------------ | ------------ | --------------------------------------------------- |
| 濱松町一丁目 | 1972年1月1日 | 芝濱松町一丁目、芝濱松町二丁目                      |
| 濱松町二丁目 | 1972年1月1日 | 芝濱松町三丁目、芝濱松町四丁目                      |
| 芝大門一丁目 | 1972年1月1日 | 芝濱松町一丁目、芝濱松町二丁目等 （詳情參照芝大門） |
| 芝大門二丁目 | 1972年1月1日 | 芝濱松町三丁目、芝濱松町四丁目等 （詳情參照芝大門） |

## 周邊設施
濱松町一丁目
- 濱松町廣場（日语：浜松町スクエア）
- 文化放送MediaPlus（日语：文化放送メディアプラス）
  - 文化放送
- 都營地下鐵大門站

濱松町二丁目
- 世界貿易中心大廈
  - 濱松町客運總站
- 東京單軌電車本社
- 秋田屋

## 圖片

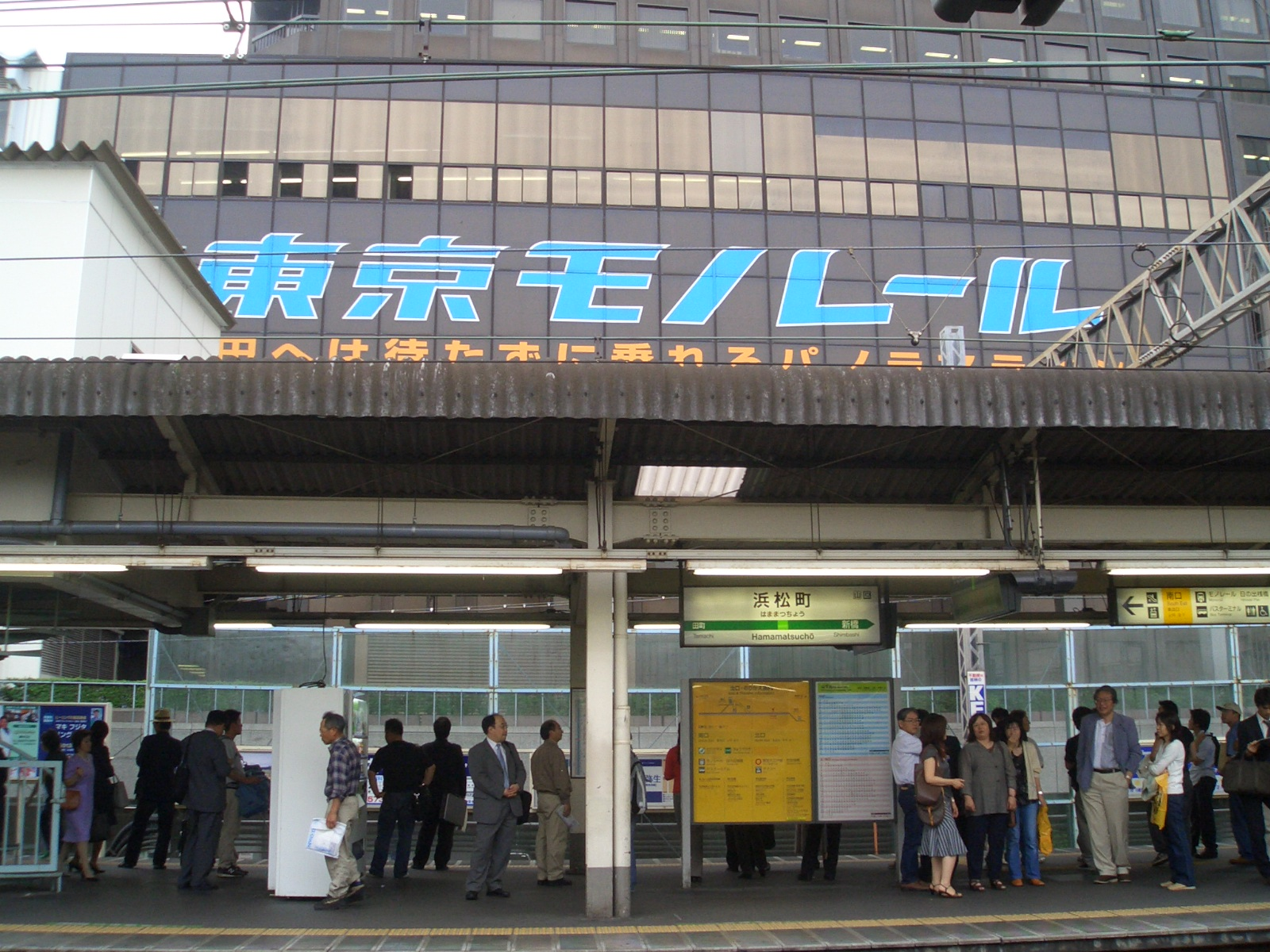
濱松町站
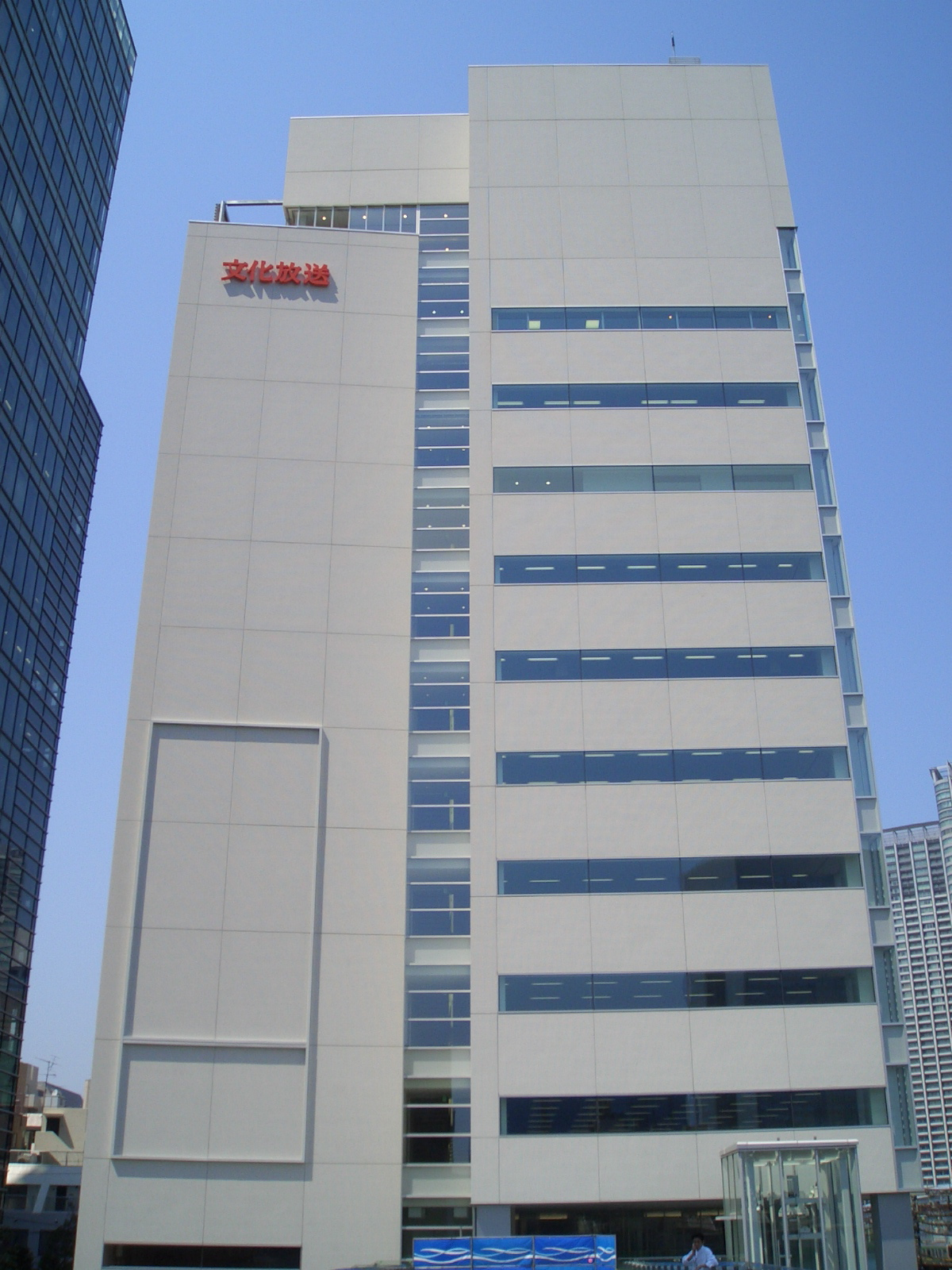
文化放送MediaPlus（日语：文化放送メディアプラス）

## 濱松町出身的名人
- 石原里美（女演員）

## 備註
1. ↑  .   [2013-08-08]. （原始内容存档于2014-01-06）.
2. ↑  .   [2013-08-08]. （原始内容存档于2013-06-25）.

## 關連項目
- 濱松町站
- 大門站